# Karl Meixner
Karl Meixner (13 de febrero de 1903 - 29 de diciembre de 1976) fue un actor cinematográfico austriaco.
Nacido en Viena, Austria, su carrera se limita sobre todo al período anterior a la Segunda Guerra Mundial, entre 1930 y 1945. Sin embargo, conoció un aumento de su popularidad en sus últimos años, ya finalizada la contienda. Falleció en  Hamburgo, Alemania.

## Filmografía
| - 1932: Friederike - 1933: El Testamento del Dr. Mabuse - 1933: Hitlerjunge Quex - 1933: Flüchtlinge - 1934: Der junge Baron Neuhaus - 1934: Die Töchter Ihrer Exzellenz - 1935: Das Mädchen Johanna - 1935: Anekdoten um den alten Fritz - 1936: Moskau – Shanghai - 1936: Weiße Sklaven - 1937: Menschen ohne Vaterland - 1937: Starke Herzen - 1938: Nanu, Sie kennen Korff noch nicht? - 1938: Tanz auf dem Vulkan - 1938: Pour le Mérite - 1939: Der Gouverneur - 1940: Bismarck - 1940: Die keusche Geliebte - 1941: Carl Peters - 1941: Wetterleuchten um Barbara | - 1941: Leichte Muse - 1942: Die Sache mit Styx - 1942: Rembrandt - 1942: Geheimakte W.B.1 - 1943: Titanic - 1944: Der verzauberte Tag - 1949: Die Brücke - 1952: Cuba Cabana - 1952: Das Land des Lächelns - 1955: Der Major und die Stiere - 1955: Nacht der Entscheidung - 1956: Die fröhliche Wallfahrt - 1958: Hunde, wollt ihr ewig leben - 1958: Nachtschwester Ingeborg - 1960: Fabrik der Offiziere - 1968: Über den Gehorsam. Szenen aus Deutschland |